# Les Thons
Les Thons település Franciaországban, Vosges megyében. Lakosainak száma 97 fő (2022. január 1.). Les Thons Fresnes-sur-Apance, Ainvelle, Fignévelle, Fouchécourt, Godoncourt, Lironcourt és Saint-Julien községekkel határos.

## Népesség
A település népességének változása:
| Lakosok száma | 119  | 110  | 107  | 105  | 103  | 102  | 101  | 99   | 97   |
|               | 2013 | 2015 | 2016 | 2017 | 2018 | 2019 | 2020 | 2021 | 2022 |